# Fullmetal Alchemist: Brotherhood
Pour les articles homonymes, voir Fullmetal Alchemist (homonymie) et Brotherhood.
Fullmetal Alchemist: Brotherhood (鋼の錬金術師 FULLMETAL ALCHEMIST, Hagane no Renkinjutsushi: FULLMETAL ALCHEMIST) est une série d'animation japonaise produite par le studio Bones, diffusée du 5 avril 2009 au 4 juillet 2010 au Japon sur MBS. L'anime est diffusé en simulcast dans les pays francophones, une semaine après la diffusion japonaise par Dybex.
Il s'agit de la seconde adaptation du manga Fullmetal Alchemist d'Hiromu Arakawa, conçue pour suivre de manière plus fidèle l'histoire originale que la première adaptation de 2003 qui avait rattrapé la parution du manga et développé son propre scénario,.

## Synopsis
Dans le pays d'Amestris, pays où l'alchimie est élevée au rang de science universelle, deux frères, Edward et Alphonse Elric, parcourent le pays à la recherche de la légendaire pierre philosophale. Leur père les a quittés et leur mère, Trisha Elric, meurt quelques années plus tard d'une maladie, laissant ses deux jeunes enfants derrière elle. Quelque temps plus tard, les deux frères tentent de la faire revenir grâce à l'alchimie, bravant la loi qui interdit formellement la transmutation humaine. Ils en payeront le prix fort. Edward, l'aîné, perdra sa jambe gauche, et son petit frère Alphonse perdra son corps tout entier. Edward sacrifiera son bras droit dans le but de sceller l'âme d’Alphonse dans une armure. Edward décide ensuite de s'engager dans l'armée à l'âge de 12 ans en tant qu'alchimiste d'État. Il réussit l'examen haut-la-main et obtient son nom d'alchimiste : Fullmetal. Aidés du statut d'alchimiste d'État d'Edward, les deux frères chercheront, au péril de leur vie, la pierre qui leur rendra ce qu'ils ont perdu, mais le secret de la pierre philosophale est bien gardé…

## Réception et critiques
La série est très populaire et appréciée sur les sites spécialisés : Elle est classée deuxième sur le site MyAnimeList avec une note de 9.09/10, et 4e dans le "Top 100 des meilleurs animés japonais de tous les temps". Elle est également l'une des six séries d’animation présentes dans les "100 séries préférées" des inscrits du site SensCritique avec une note de 8.2/10. Elle obtient les notes de 9,1/10 sur IMDb et 4,4/5 sur AlloCiné.
En 2020, dans un article paru sur le site Le Monde, la journaliste Pauline Croquet met en lien la diffusion de la série en 2010 comme l’une des raisons de la popularité toujours visible chez les adolescents du manga Fullmetal Alchemist, publié en France depuis 2005.

## Animé

### Série télévisée
Produite par le studio Bones, Fullmetal Alchemist: Brotherhood est diffusé du 5 avril 2009 au 4 juillet 2010 au Japon sur MBS. L'anime est diffusé en simulcast dans les pays francophones, une semaine après la diffusion japonaise par Dybex.
En France, Virgin 17 diffuse les 9 premiers épisodes entre le 19 octobre 2009 et le 21 décembre 2009. Puis, la série a été diffusée du 26 septembre 2010 à fin décembre 2010 sur MCM dans l'émission Ultra Manga présentée par Noémie Alazard. La série a ensuite été diffusée dans son intégralité du 4 juillet 2011 au 26 août 2011 sur la chaîne Direct Star. Enfin, l'animé était disponible sur Netflix du 1er avril 2017 au 31 mars 2020 puis revint le 15 novembre 2023,.

#### Fiche technique
- Titre original : Hagane no Renkinjutsushi (2009) (鋼の錬金術師) BROTHERHOOD[14],[8]
- Titre anglais : Fullmetal Alchemist: Brotherhood
- Réalisation : Yasuhiro Irie
- Scénario : Hiromu Arakawa
- Direction artistique : Kazushige Kanehira, Takeshi Satou
- Design des décors : Shinji Aramaki
- Design des personnages : Hiroki Kanno
- Photographie : Mayuko Furumoto, Yoshiyuki Takei
- Musique : Akira Senju
- Direction d'animation : Satô Takes
- Production : Hiro Maruyama (MBS), Nobuyuki Kurashige (Square Enix), Noritomo Yonai (BONES), Ryo Oyama (ANIPLEX)
- Sociétés de production : Studio Bones, Mainichi Broadcasting, Aniplex
- Sociétés de distribution : MBS (Mainichi Broadcasting System), TBS
- Publication : Square Enix
- Format : couleur - 1,85:1 - son Dolby Digital
- Genre : série télévisée d'animation
- Nombre d'épisodes : 64[1]
- Nombre d'OAV : 4
- Dates de première diffusion :
 Japon : du 5 avril 2009 au 4 juillet 2010
 France : du 26 septembre 2010 à fin décembre 2010 sur MCM ; du 4 juillet 2011 au 26 août 2011 sur Direct Star ; à partir du 7 novembre 2016 sur Game One.

#### Liste des épisodes
|    | Titre français                           | Titre japonais         | Dates de diffusion japonaise | Chapitres du manga correspondant         |
| -- | ---------------------------------------- | ---------------------- | ---------------------------- | ---------------------------------------- |
| 1  | L'Alchimiste Fullmetal                   | 鋼の錬金術師           | 4 avril 2009                 | HS                                       |
| 2  | Le Premier Jour                          | はじまりの日           | 11 avril 2009                | 21-23-24                                 |
| 3  | La Ville hérétique                       | 邪教の街               | 18 avril 2009                | 01-02                                    |
| 4  | L'Angoisse de l'Alchimiste               | 錬金術師の苦悩         | 25 avril 2009                | 05                                       |
| 5  | Pluie de chagrin                         | 哀しみの雨             | 2 mai 2009                   | 06-07                                    |
| 6  | Un foyer et Une famille                  | 希望の道               | 9 mai 2009                   | 08-09                                    |
| 7  | La Vérité cachée                         | 隠された真実           | 16 mai 2009                  | 10-11                                    |
| 8  | Le Cinquième Laboratoire                 | 第五研究所             | 23 mai 2009                  | 12-13                                    |
| 9  | Sentiments composés                      | 創られた想い           | 30 mai 2009                  | 13-14                                    |
| 10 | Chacun sa route                          | それぞれの行く先       | 6 juin 2009                  | 15-16                                    |
| 11 | Miracle à Rush Valley                    | ラッシュバレーの奇跡   | 13 juin 2009                 | 17-18-19                                 |
| 12 | Un est tout, tout n'est qu'un            | 一は全、全は一         | 20 juin 2009                 | 20-22 (chapitre 21 dans l'épisode 2)     |
| 13 | Les Bêtes de Dublith                     | ダブリスの獣たち       | 27 juin 2009                 | 25-26-27-28                              |
| 14 | Ce qui se tapit au sous-sol              | 地下にひそむ者たち     | 4 juillet 2009               | 28-29-30-31                              |
| 15 | Le Messager de l'Est                     | 東方の使者             | 11 juillet 2009              | 31-32-33                                 |
| 16 | Les Traces d'un compagnon d'armes        | 戦友の足跡             | 18 juillet 2009              | 34                                       |
| 17 | La Flamme froide                         | 冷徹な焰               | 25 juillet 2009              | 35-36-début du 37                        |
| 18 | L'Arrogance au creux de sa jeune main    | 小さな人間の傲慢な掌   | 1er août 2009                | 37-40-41                                 |
| 19 | La mort de ce qui ne peut pas mourir     | 死なざる者の死         | 8 août 2009                  | 38-39                                    |
| 20 | Le Père devant la tombe                  | 墓前の父               | 16 août 2009                 | 42-43-44                                 |
| 21 | L'Avancée de l'imbécile                  | 愚者の前進             | 31 août 2009                 | fin du 44-45                             |
| 22 | La silhouette que l'on voit au loin      | 遠くの背中             | 6 septembre 2009             | 46-47                                    |
| 23 | Une Jeune Fille sur le champ de bataille | 戦場（いくさば）の少女 | 14 septembre 2009            | 47-48                                    |
| 24 | Dans le ventre                           | 腹の中                 | 20 septembre 2009            | 49-50                                    |
| 25 | La Porte des ténèbres                    | 闇の扉                 | 29 septembre 2009            | 51-52                                    |
| 26 | Retrouvailles                            | 再会                   | 4 octobre 2009               | 52-53                                    |
| 27 | Le Banquet d'interlude                   | 狭間の宴               | 11 octobre 2009              | Résumé des anciens épisodes (Flash-Back) |
| 28 | Père                                     | おとうさま             | 18 octobre 2009              | fin du 53-54-55-début du 56              |
| 29 | Les Divagations d'un imbécile            | 愚者の足掻き           | 25 octobre 2009              | 56-57                                    |
| 30 | L'Extermination d'Ishbal                 | イシュヴァール殲滅戦   | 1er novembre 2009            | 58-59-60-61-62                           |
| 31 | Une promesse à 520 cenz                  | 520センズの約束        | 8 novembre 2009              | 62-63                                    |
| 32 | Le Fils du Führer                        | 大総統の息子           | 15 novembre 2009             | 63-64                                    |
| 33 | La Muraille nord de Briggs               | ブリッグズの北壁       | 22 novembre 2009             | 64-65                                    |
| 34 | La Reine des glaces                      | 氷の女王               | 29 novembre 2009             | 65-66                                    |
| 35 | Les Contours de ce pays                  | この国のかたち         | 6 décembre 2009              | 66-67                                    |
| 36 | Portrait de famille                      | 家族の肖像             | 13 décembre 2009             | fin du 67-68-69                          |
| 37 | Le Premier Homonculus                    | 始まりの人造人間       | 20 décembre 2009             | 70-71                                    |
| 38 | La Bataille de Baschool                  | バズクールの激闘       | 27 décembre 2009             | résumé du 03-71-72                       |
| 39 | Un rêve éveillé                          | 白昼の夢               | 10 janvier 2010              | 72-73                                    |
| 40 | Homonculus, le petit être dans une fiole | フラスコの中の小人     | 17 janvier 2010              | 74-75                                    |
| 41 | Abysses                                  | 奈落                   | 24 janvier 2010              | 76-77                                    |
| 42 | Le Début de la contre-attaque            | 反撃の兆し             | 31 janvier 2010              | 77-78                                    |
| 43 | La Morsure d'une fourmi                  | 蟻のひと噛み           | 7 février 2010               | 79-80                                    |
| 44 | En avant toute !                         | バリンバリンの全開     | 14 février 2010              | 81-82                                    |
| 45 | Le Jour promis                           | 約束の日               | 21 février 2010              | 82-83                                    |
| 46 | L'ombre qui approche                     | 迫る影                 | 28 février 2010              | 84-85                                    |
| 47 | Le Messager des ténèbres                 | 闇の使者               | 7 mars 2010                  | 85-86                                    |
| 48 | La Promesse du passage souterrain        | 地下道の誓い           | 14 mars 2010                 | 87                                       |
| 49 | Amour familial                           | 親子の情               | 21 mars 2010                 | 88-89                                    |
| 50 | Panique à Central                        | セントラル動乱         | 28 mars 2010                 | 89-90                                    |
| 51 | L'Armée immortelle                       | 不死の軍団             | 4 avril 2010                 | 90-91-92                                 |
| 52 | L'union fait la force                    | 皆の力                 | 11 avril 2010                | 91-92-93                                 |
| 53 | Les Flammes de la vengeance              | 復讐の炎               | 18 avril 2010                | 93-94                                    |
| 54 | La Terre Brûlée                          | 烈火の先に             | 25 avril 2010                | 94-95                                    |
| 55 | L'Éthique de vie de ces adultes          | 大人たちの生き様       | 2 mai 2010                   | 98-96-97                                 |
| 56 | Le Retour du Führer                      | 大総統の帰還           | 9 mai 2010                   | 97-98                                    |
| 57 | Repos éternel                            | 永遠の暇               | 16 mai 2010                  | 98-99                                    |
| 58 | Sacrifices humains                       | ひとばしら             | 23 mai 2010                  | 100-101                                  |
| 59 | Lumière perdue                           | 失われた光             | 30 mai 2010                  | 101-102-103                              |
| 60 | L'Œil du ciel, la porte de la terre      | 天の瞳、地の扉         | 6 juin 2010                  | 103-104                                  |
| 61 | Celui qui avale Dieu                     | 神を呑みこみし者       | 13 juin 2010                 | 104-105-106                              |
| 62 | Contre-attaque déchaînée                 | 凄絶なる反撃           | 20 juin 2010                 | 106-107                                  |
| 63 | De l'autre côté de la porte              | 扉の向こう側           | 27 juin 2010                 | 108                                      |
| 64 | Au bout du voyage                        | 旅路の涯               | 4 juillet 2010               | Fin du chapitre 108                      |

#### Musiques
- Épisodes 1 à 14
  - Opening • YUI - Again
  - Ending • Sid - Uso

- Épisodes 15 à 26
  - Opening • NICO Touches the Walls - Hologram (également utilisé comme ending pour l'épisode 64)
  - Ending • Fukuhara Miho - Let It Out

- Épisodes 27 à 38
  - Opening • Sukima Switch - Golden Time Lover
  - Ending • Lil'B - Tsunai Da Te

- Épisodes 39 à 50
  - Opening • Chemistry - Period
  - Ending • Scandal - Shunkan Sentimental

- Épisodes 51 à 64
  - Opening • Sid - Rain (également utilisé comme ending pour l'épisode 63)
  - Ending • Shōko Nakagawa - Ray of Light

La musique originale de la série est composée par Akira Senju et enregistrée avec l'Orchestre philharmonique de Varsovie. Fullmetal Alchemist Original Soundtrack 1 est publié le 14 octobre 2009. Fullmetal Alchemist Original Soundtrack 2 est publié le 24 mars 2010. Fullmetal Alchemist Original Soundtrack 3 est publié le 7 juillet 2010. Une compilation Fullmetal Alchemist Final Best regroupant tous les openings et endings est publiée le 28 juillet 2010.

### OAV
Ces OAV hors-série correspondent à des épisodes d'une quinzaine de minutes inclus sur les disques Blu-ray au Japon et relatent des aventures parallèles à celles de la série principale.
|       | Titre français traduit      | Titre anglais                 | Titre japonais                                  | Dates de diffusion japonaise |
| ----- | --------------------------- | ----------------------------- | ----------------------------------------------- | ---------------------------- |
| OAV 1 | L'Alchimiste aveugle        | Blind Alchemist               | 盲目の錬金術師 - Mōmoku no Renkinjutsushi       | 26 août 2009                 |
| OAV 2 | Simplicité                  | Simple People                 | シンプルな人々 - Shinpuru na Hitobito           | 23 décembre 2009             |
| OAV 3 | Les Contes du maître        | Tales of the Master           | 師匠物語 - Shishō Monogatari                    | 21 avril 2010                |
| OAV 4 | Encore un champ de bataille | Yet Another Man's Battlefield | それもまた彼の戦場 - Sore mo Mata Kare no Senjō | 25 août 2010                 |

### Doublage

#### Voix japonaises
- Romi Park : Edward Elric
- Rie Kugimiya : Alphonse Elric, Shao May, Catherine L. Armstrong
- Shinichiro Miki : Roy Mustang
- Fumiko Orikasa : Riza Hawkeye
- Kenji Utsumi : Alex Louis Armstrong, roi de Xerxes
- Keiji Fujiwara : Maes Hugues
- Yuji Ueda : Jean Havoc
- Kenji Hamada : Vato Falman, Barry le Boucher (forme humaine)
- Kaori Nazuka : Maria Ross
- Seizō Katō : Le Père Cornello
- Hiroyuki Yoshino : Solf J. Kimblee
- Minami Takayama : Envy
- Kikuko Inoue : Lust
- Tetsu Shiratori : Gluttony, Kain Fuery
- Hidekatsu Shibata : King Bradley
- Yūko Sanpei : Selim Bradley
- Megumi Takamoto : Winry Rockbell
- Kenta Miyake : Scar, Garfiel
- Koichi Yamadera : Isaac MacDougall
- Mamoru Miyano : Ling Yao
- Mai Gotō : May Chang
- Nana Mizuki : Lan Fan
- Yūichi Nakamura : Greed
- Hideyuki Umezu : Prisonnier 66 / Barry le Boucher
- Yōko Sōmi : Olivier Mira Armstrong
- Takashi Hikida : Zampano
- Tomoyuki Shimura : Jerso, Heymans Breda
- Unsho Ishizuka : Van Hohenheim
- Bon Ishihara : Alchimiste médical à la dent d'or / Docteur Alchimiste
- Iemasa Kayumi : Père, Homunculus / petit être de la fiole
- Kazuya Nakai : Miles
- Shôko Tsuda : Izumi Curtis
- Ryūzaburō Ōtomo : Bucaneer
- Rokurō Naya (en) : Grumman

#### Premier doublage français
- François Creton (1ère VF) / Arthur Pestel (redoublage) : Edward Elric
- Lucille Boudonnat (pour les 13 premiers épisodes) / Audrey Pic (à partir de l'épisode 14) : Alphonse Elric
- Yann Pichon : King Bradley / Wrath, Slicer, Docteur Knox (2e voix), Bido (2e voix)
- Julien Chatelet (1ère VF) / Martial Le Minoux (redoublage) : Roy Mustang
- Benoît Allemane : Alex Louis Armstrong, Zampano, roi de Xerxes, le général Grumman (2e voix)
- Cyrille Monge : Maes Hughes, Solf J. Kimblee, Edison, Maître Ishval, Hakuro
- Agnès Manoury : Riza Hawkeye, Lan Fan
- Philippe Bozo : Jean Havoc, Raven, Focker, Bido (1re voix), M. Garfield (1re voix)
- Thierry Kazazian : Vato Falman, Heymans Breda, Gluttony, Greed, Père, Van Hohenheim (jeune)
- Laurence Bréheret : Maria Ross, Trisha Elric, Mme Bradley
- Suzanne Sindberg : Lust, Martel
- Nicolas Beaucaire : Envy, Denny Broch, Yoki
- Marie Diot : Winry Rockbell, Selim Bradley (jeune), Gracia Hugues (2e voix)
- Cathy Cerda : Pinako Rockbell (1re voix)
- Antoine Tomé : Scar, Isaac McDougall, Sloth, Basque Grand (1re voix)
- Hélène Bizot : Izumi Curtis, Pinako Rockbell (2e voix)
- Sylvain Lemarié : Cornello, Sig Curtis, Barry le Boucher, Bucaneer, Fû, Heinkel, M. Garfiel (2e voix), Basque Grand (2e voix)
- Nathalie Bienaimé : Gracia Hugues (1re voix), Elysia Hughes, Nina Tucker, Sheska, Selim Bradley / Pride (1re voix)
- Léa Gabrièle : May Chang, Shao May, Rose Tomas, Paninya, Selim Bradley / Pride (2e voix)
- Frédéric Popovic : Ling Yao, Darius, Jerso
- Bruno Magne : Shô Tucker
- Jérôme Keen : Tim Marcoh, Henry Douglas, Karley, Clemin, Yakovlev
- Gérard Rouzier : Van Hohenheim, Docteur Knox (1re voix), Storch
- Marie Chevalot : Olivier Mira Armstrong
- Pascal Germain : le commandant Miles
- Vincent Violette : le général Grumman (1re voix), Roa

- Version française
Société de doublage : Studio D. R. M.
Direction artistique : Vincent Violette (pour les 13 premiers épisodes) / Thierry Kazazian (ép. 14 à 64)
Adaptation des dialogues : Éric Lajoie, Laurent Poinet, Julien Delaneuville, Clément Pelegri, Rachel Danglard (épisodes 27 à 64)
Enregistrement et mixage : VF Productions
Traduction : Nicolas Priet

#### Deuxième doublage français
En octobre 2009, Fullmetal Alchemist: Brotherhood a été diffusé pendant une semaine sur Virgin 17 à raison de deux épisodes par jour. Le doublage effectué sous la direction de Vincent Violette interpella des fans de la VF à cause de certains changements de comédiens de la première série comme Arthur Pestel, Audrey Pic, Thierry Kazazian et Martial Le Minoux.
Le 9 décembre 2009, Dybex a publié un communiqué de presse concernant le doublage de la série après une première diffusion des neuf premiers épisodes en octobre :
« Bruxelles, le 9 décembre 2009,
Avec près de 5 millions de vidéos vues depuis le lancement du premier simulcast France - Japon de l’histoire de la Japanime, Fullmetal Alchemist confirme, s’il le fallait, son statut de série culte. Sa nouvelle incarnation, fidèle à l'œuvre d’Hiromu Arakawa, renoue avec le succès fulgurant de son illustre prédécesseur, et le porte, avec l’aide des internautes, à des niveaux rarement atteints de notoriété. Prévue pour un lancement début 2010 sur les ondes de Virgin 17 sur la TNT, la série est actuellement en doublage. Après quelques évènements inattendus, et toujours à l’écoute de ses clients, Dybex est parvenue à recontacter certaines voix, trop vite portées disparues. C’est finalement le talentueux Thierry Kazazian, directeur de plateau de la première série, qui reprendra le flambeau sur FMA Brotherhood et assurera le doublage de cette nouvelle série. On verra donc bien le retour des principaux protagonistes français dans l’aventure : Arthur Pestel, Audrey Pic, Martial Le Minoux, Bruno Magne, Thierry Kazazian et plusieurs autres voix familières reprendront leurs rôles respectifs pour ce qui s’annonce comme le grand succès audiovisuel de 2010, dans le petit monde de la japanime. »

## Produits dérivés

### DVD collectors
- Dybex produit, traduit et édite les coffrets DVD « collectors » dans les pays francophones :
  - Le premier coffret composé de 14 épisodes est sorti le 5 février 2010[20] ;
  - Le deuxième composé de 12 épisodes est sorti le 30 avril 2010[21] ;
  - Le troisième composé de 12 épisodes est sorti le 30 juillet 2010[22] ;
  - Le quatrième composé de 12 épisodes est sorti le 1er décembre 2010[23] ;
  - Le cinquième composé de 14 épisodes est sorti le 24 mars 2011[24].

### Jeux vidéo
- Le premier jeu vidéo adaptant la série Brotherhood se nomme Fullmetal Alchemist: Prince of the Dawn (éditeur : Square Enix), ce jeu d'action / aventure est sorti le 13 août 2009 au Japon sur Wii. Cependant celui-ci ne suit pas la trame de l'histoire du manga mais propose plutôt un rajout et donc une histoire entièrement originale avec de nouveaux personnages. L'action se situe au début du tome 16.

- Une suite à ce jeu intitulée Fullmetal Alchemist: Daughter of the Dusk (aussi chez Square Enix) est sortie le 10 décembre 2009 au Japon.

- Un jeu d'action Fullmetal Alchemist: Brotherhood (éditée par Namco Bandai Games) est sorti le 15 octobre 2009 au Japon et le 11 juin 2010 en France sur PSP.

- Un autre jeu sur PSP nommé Fullmetal Alchemist: Yakusoku no Hi he est sorti le 20 mai 2010 au Japon (toujours par Namco Bandai Games).